# Scalopolacerta
Scalopolacerta — вимерлий рід нессавцевих синапсидів. Вік оцінюється в 